# دکلان مک‌مانوس
دکلان جوزف مک‌مانوس (زاده ۳ اوت ۱۹۹۴) بازیکن فوتبال اهل اسکاتلند است که در حال حاضر برای باشگاه فوتبال  به میدان می‌رود.
در ترانسفر مارکت ارزش دکلان مک‌مانوس ۲۲۵ هزار دلار است
مک‌مانوس پیش از این برای آبردین، فلیتوود تاون، گریناک مورتن، آلوآ اتلتیک، ریث روورز، دانفرملین اتلتیک، راس کانتی و فالکیرک بازی کرده است
از افتخارات وی میتوان به لینک شدن به پرسپولیس اشاره کرد.

## دوران ملی
وی همچنین سابقه بازی و عضویت در تیم‌های ملی فوتبال زیر ۱۸، ۱۹ و ۲۱ سال اسکاتلند را نیز دارد.